# Chrislain Matsima
Chrislain Iris Aurel Matsima (Nanterre, 15 de maio de 2002) é um futebolista francês que atua como zagueiro. Atualmente joga pelo FC Augsburg, emprestado pelo Monaco.

## Carreira
Matsima fez sua estreia profissional pelo Monaco em 27 de setembro de 2020 em uma partida da Ligue 1 contra o Strasbourg.
Em 16 de agosto de 2022, Matsima ingressou no Lorient por empréstimo com opção de compra. Em 31 de janeiro de 2023, o empréstimo foi rescindido antecipadamente.
Em 1 de fevereiro de 2024, Matsima foi emprestado ao Clermont.
Em 30 de agosto de 2024, Matsima ingressou no clube alemão FC Augsburg por um empréstimo de uma temporada com opção de compra.

## Títulos
França sub-23
- Jogos Olímpicos: 2024 (medalha de prata)